# Tsuru, princesse des mers
Tsuru, princesse des mers (titre original en japonais Umizuru, littéralement « la grue de mer »), est un manga en trois volumes de Hideki Mori, publié intégralement en français aux éditions Delcourt dans la collection « Ginkgo ». À noter que le troisième volume contient dans sa deuxième partie deux nouvelles historiques indépendantes.

## Synopsis
Au XVe siècle, Tsuru est la fille d'un roi qui gouverne une île indépendante, connue pour la force de sa flotte. Élevée comme ses frères, initiée au maniement du sabre et à la navigation, c'est une jeune femme très indépendante. À la mort de son père, plus personne n'a assez d'ascendant sur elle pour la commander. Au grand dam de sa famille, elle passe son temps sur les flots, ou à vagabonder sur l'île à cheval. Son grand rêve est de parcourir le monde sur un bateau qui, comme ceux des occidentaux, pourrait naviguer en pleine mer et non pas se contenter de suivre les côtes comme les navires japonais de l'époque. Elle a d'ailleurs un modèle, un grand bateau échoué...
Mais les îles sont au bord de la guerre civile, et un grave problème surgit sur l'île de Tsuru : des rats par milliers, qui s'attaquent aux récoltes... Le temps est venu pour Tsuru de penser plus à son peuple qu'à son rêve.

## Origine historique
Bien que l'on sache peu de chose sur elle, Tsuru aurait vraiment existé. Dans le temple shintoïste Yamazumi, on peut voir une armure indubitablement faite pour une femme, que l'on dit avoir appartenu à une princesse Tsuru, qui dirigea une flotte pendant la guerre... 
C'est la seule armure de femme qui nous soit parvenue de cette époque au Japon.
Les guerres civiles évoquées sont celles qui se succèdent au Japon de 1467  (début de la guerre d'Ōnin) à 1573 (unification du Japon par Nobunaga Oda)